# Fernando Sodake
Sodake Fernandes Albuquerque (Vitória da Conquista, 25 de julho de 1975), mais conhecido como Fernando Sodake, é um apresentador, comunicador e jornalista brasileiro. É mais conhecido por ser apresentador do BATV, telejornal de maior audiência da Bahia, na TV Bahia, afiliada à TV Globo que pertence à Rede Bahia.

## Biografia
Fernando Sodake nasceu em 25 de julho de 1975 na cidade de Vitória da Conquista, no sudoeste baiano, sendo o filho caçula de José Fernandes de Albuquerque e Maria Maviael Fernandes.
Em 28 de maio de 2025, Fernando Sodake recebeu o Título de Cidadão Soteropolitano da Câmara Municipal de Salvador. A cerimônia homenageou os 30 anos de carreira de Sodake na comunicação.

## Carreira
Sodake começou na comunicação aos 20 anos de idade, em 1995, quando foi fazer um teste na 96 FM, acompanhando um amigo. Aprovado, passou a apresentar o último programa da grade de programação da emissora, no início da madrugada. Em 1997, passou a atuar também na TV Sudoeste, afiliada à Rede Globo da cidade, como locutor padrão e operador de áudio da edição local do BATV.
No mesmo ano, passou a apresentar a agenda cultural nos telejornais da TV Sudoeste. Depois, Sodake começou a atuar na produção do departamento de jornalismo da estação. Cobrindo uma licença da repórter Verusca Anacirema, estreou oficialmente na reportagem, na cobertura das fortes chuvas em Itambé. Em 1998, foi para a TV Santa Cruz, também pertencente à Rede Bahia, para apresentar a edição local do Bahia Meio Dia.
Ao ingressar na TV Santa Cruz, o então gerente de jornalismo da Rede Bahia de Televisão, Fernando Bond, sugeriu que Sodake passasse a assinar como "Fernando Sodake". Em 1999, ele passou a ancorar a edição local do BATV, trocando de lugar com Patrícia Abreu, que por sua vez passou a ancorar o Bahia Meio Dia. Em 2007, Fernando Sodake começou a tirar férias de repórteres no esporte da TV Bahia, e em 2008, saiu definitivamente da TV Santa Cruz para a reportagem da estação da capital, com a abertura da vaga pela licença maternidade de Camila Marinho.
Em 2009, com as férias de Jony Torres, então âncora do Bahia Meio Dia, Fernando Sodake assumiu pela primeira vez a apresentação do vespertino em Salvador, sendo efetivado no mesmo ano. Em abril de 2018, em meio às reformulações do jornalismo da TV Bahia com a contratação de Jessica Senra, foi anunciado que Sodake deixaria a apresentação do Bahia Meio Dia, à época dividida com Silvana Freire, para se tornar âncora do BATV. Ele estreou no telejornal noturno em 7 de maio de 2018.

Entre 2024 e 2025, outros veículos da Rede Bahia estrearam projetos com Fernando Sodake. Em 29 de maio de 2024, ele estreou na apresentação do podcast Eu Te Explico, do portal G1 Bahia. Em 21 de julho, a Bahia FM divulgou que Sodake passaria a apresentar um novo programa no horário em que era exibido o jornalístico Fala Bahia: o Boa Noite Bahia, que vai ao ar pela primeira vez no dia 28 de julho. A estreia marca o retorno do apresentador ao rádio após quase três décadas.